# توكلان (مقاطعة ديواندرة)
توكلان (بالفارسية: توکلان) هي قرية تقع في قسم تشهل تششمه الريفي (مقاطعة ديواندرة) في إيران. يقدر عدد سكانها بـ 258 نسمة بحسب إحصاء 2016.